# Delia turkestanica
Delia turkestanica este o specie de muște din genul Delia, familia Anthomyiidae. A fost descrisă pentru prima dată de Günther Enderlein în anul 1934. Conform Catalogue of Life specia Delia turkestanica nu are subspecii cunoscute.